# Rulla hatt
Rulla hatt är ett uttryck vilket betyder att roa sig på krog, diskotek eller liknande. Uttrycket borde härstamma från  1900-talets början då herrarna ofta var prydda med hatt och frack. Kupletter med dåtidens kändisar som Karl Gerhard, vilka snurrade sin hatt runt pekfingret, kan vara upphovet. En annan förklaring kan vara att umgängeslivet på och kring exempelvis utedansbanor kunde medföra att en del hattar tappades eller slogs av och rullade iväg på marken.
En Panamahatt kan rullas ihop för transport och förvaring och att rulla en Panamahatt är således något helt annat än en festkväll på stan.